# سیارک ۳۲۶۰

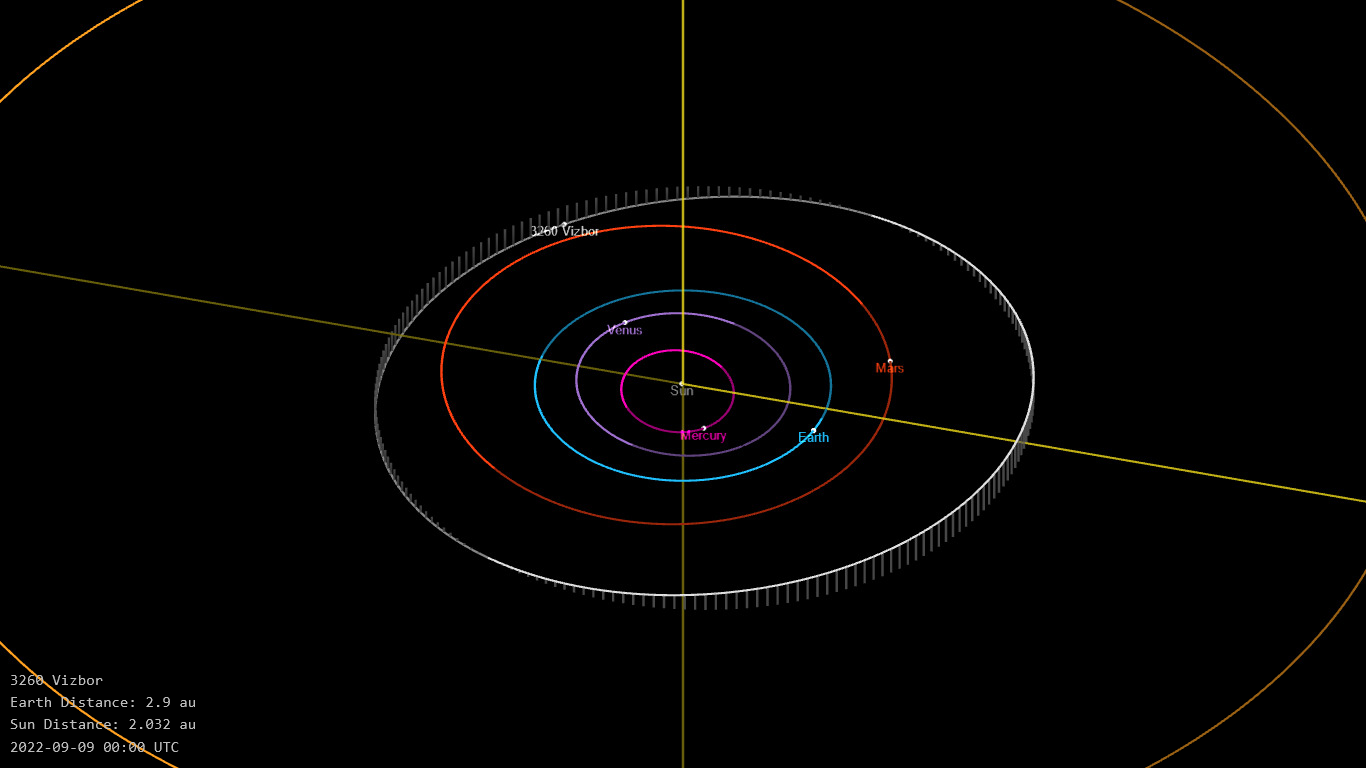
نگاره‌ای از محل سیارک ۳۲۶۰ در مدار - ۲۰۲۲

سیارک ۳۲۶۰ (به انگلیسی: 3260 Vizbor، نامگذاری:1974SO2) سه هزار و دویست و شصتمین سیارک کشف شده‌است که در ۲۰ سپتامبر ۱۹۷۴ کشف شد.
قدر مطلق سیارک برابر ۱۲٫۶۰ است.